# Kežmarok
Kežmarok (en alemán, Käsmark, en húngaro, Késmárk) es una ciudad de Eslovaquia situada en la región de Prešov. Tiene una población estimada, a final del año 2024, de 15 145 habitantes.
Es la capital del distrito homónimo.
Pertenece a la región tradicional y turística de Spiš (en alemán, Zips).

## Historia
En la cuenca del río Poprad existieron rutas de comunicación de larga distancia desde la antigüedad. Dichos territorios incluyen la actual ubicación de la ciudad de Kežmarok y la región de Spiš.
Desde el Paleolítico superior han existido asentamientos en la ciudad, pero la iglesia de San Miguel es mencionada por primera vez en 1251.
Un poblamiento más significativo está documentado desde el período final de la época romana y el comienzo de la gran migración de pueblos a finales del siglo IV y principios del siglo V. Los hallazgos documentan la penetración de tribus germánicas y eslavas, cuya principal ocupación era la agricultura y la cría de animales domésticos. Poco a poco se crearon varios asentamientos medievales que se convirtieron en la base de la futura ciudad.
En 1269 obtuvo privilegios de ciudad por parte del rey húngaro Béla IV.
En 1433 fue totalmente destruida por un ataque de los husitas. En 1440 se estableció en la zona el conde de Spiš. En el siglo XV, y de nuevo en 1655, la ciudad recibió el estatuto de ciudad libre del reino de Hungría.
El príncipe y guerrero húngaro Emérico Thököly nació en la ciudad en 1657. Murió en el exilio, pero en el siglo XX sus restos fueron entregados a la ciudad y sepultados en la iglesia luterana local.
La gran mayoría de los habitantes de la ciudad eran alemanes hasta finales de la Segunda Guerra Mundial.

## Demografía
| Gráfica de evolución de Kežmarok entre 1880 y 2022 |
|                                                    |

## Galería

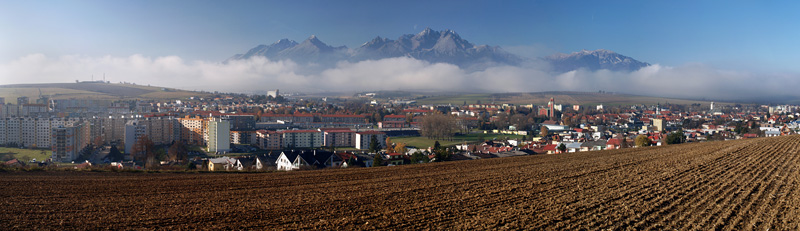
Kežmarok y los Altos Tatras
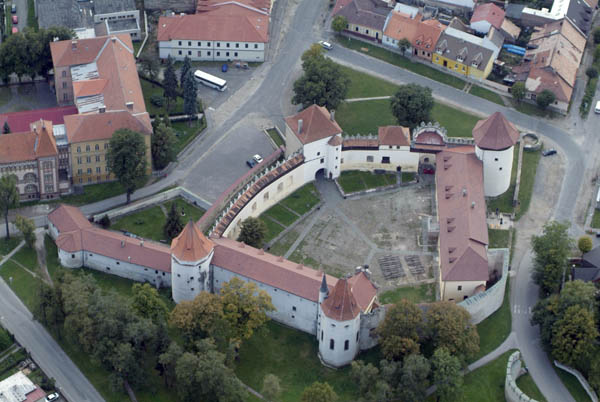
Castillo de Késmárk
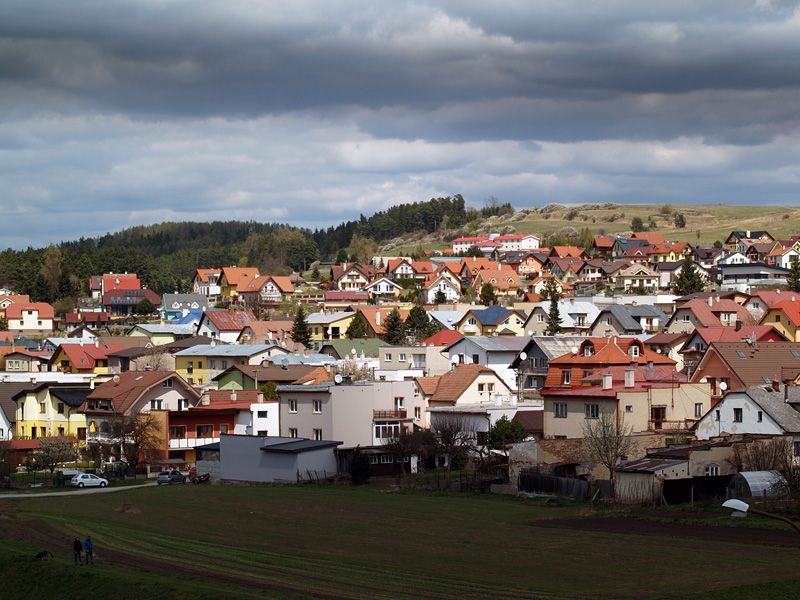
Kežmarok
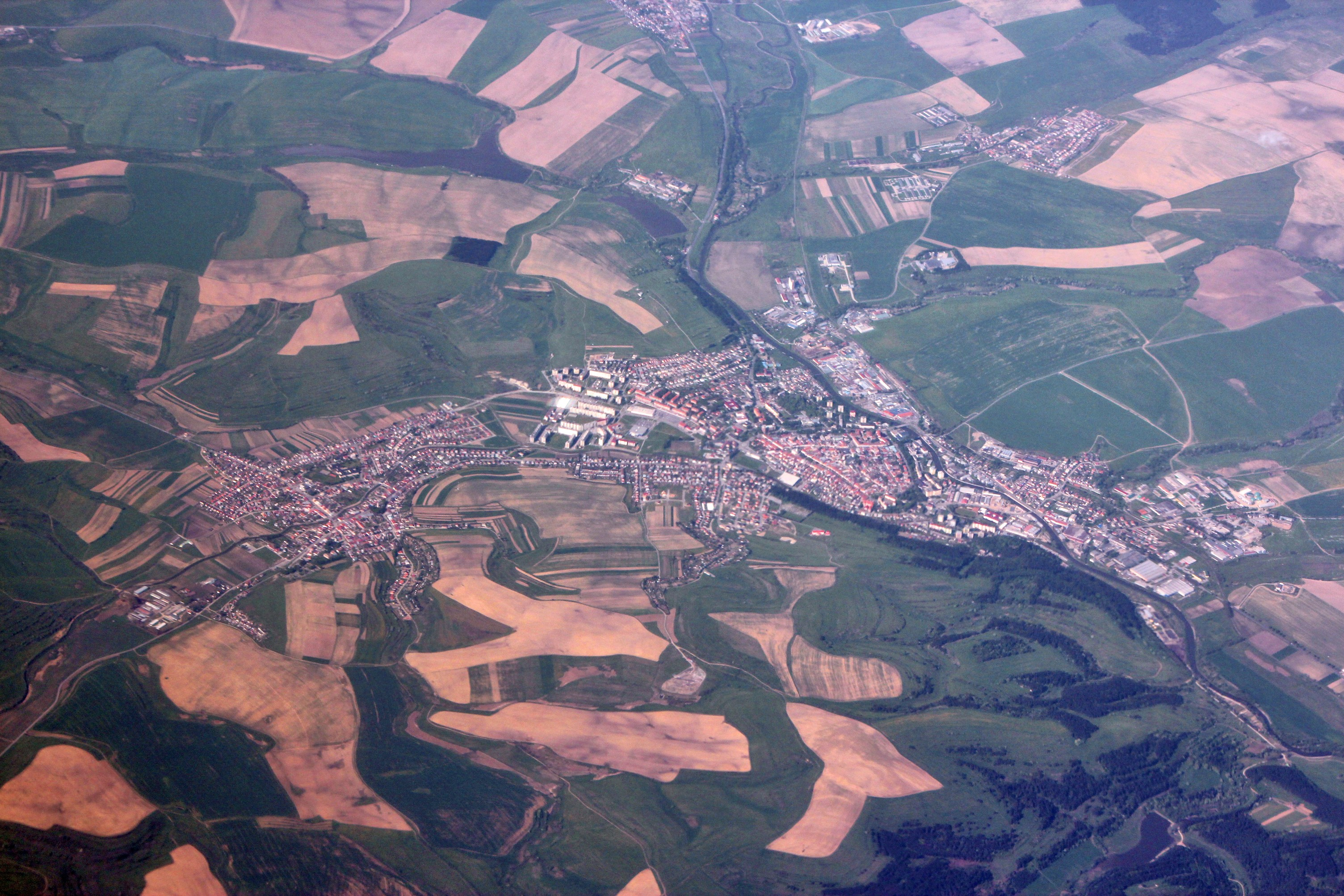
Kežmarok i Lubica

## Ciudades hermanadas
- Bochnia (Polonia)
- Gliwice (Polonia)
- Hajdúszoboszló (Hungría)
- Kupiškis (Lituania)
- Lanškroun (República Checa)
- Lesneven (Francia)
- Nowy Targ (Polonia)
- Příbram (República Checa)
- Weilbourg (Alemania)
- Zgierz (Polonia)